# Pokrovsk
Pokrovsk (en ruso Покро́вск; en yakuto: Покровскай, Pokrovskay) es una ciudad de Rusia, perteneciente a la República de Sajá, situada a 70 kilómetros al sur de Yakutsk y orillas del río Lena. Su población en el año 2010 era de 9495 habitantes.

## Historia
La ciudad fue fundada por los cosacos en el año 1682 con el nombre de Karaulny Mys. En el año 1941 cambió su nombre por el actual y consiguió la categoría de ciudad en el año 1998.

## Economía
Basa una parte de su economía en el sector primario de la construcción con fábricas de ladrillos y productos de hormigón.También es importante en la agricultura el cultivo de cereales y patatas y en la ganadería los caballos y los bovinos.
- Datos: Q181548
- Multimedia: Pokrovsk (Sakha) / Q181548